# 林瑠之介
林 瑠之介（はやし りゅうのすけ、2001年1月17日 - ）は、日本の舞台俳優。TWIN PLANET所属。

## 人物
- 特撮、特に仮面ライダーが大好き[1]。好きなライダーは仮面ライダーオーマジオウ。
- 趣味はアニメ、特撮、プラモデル、ゲーム。
- ざるそばが好き。
- 3歳下の弟がいる。
- 中学・高校はサッカー部に所属[2]。
- 中二病だった時期があり、中学生時代のあだ名は「白銀」[3]。
- 鈴木おさむプロデュース「高校デビューず」のメンバー、劇団プレステージの劇団員として活動していた[4][5]。

## 出演

### 舞台
- 劇団プレステージ第18回本公演「シナリオに映る半月」（2023年2月22日 - 26日、劇場MOMO）[6] - 高橋叶夢 役
- 天竺生地 vol.3（2023年3月5日、高島平バルスタジオ）
- 天竺生地 vol.4（2023年5月13日、高島平バルスタジオ）
- 天竺生地 vol.5（2023年7月29日、高島平バルスタジオ）
- 劇団夜想会 野伏翔プロデュース「祖国への挽歌」（2023年9月12日 -17日、俳優座劇場）
- 劇団プレステージ第19回本公演「チェリーの木の下で-DT-MAX-」（2023年10月19日 - 22日、コフレリオ新宿シアター）- 行田 役
- ロックミュージカル「新宿のありふれた夜」（2023年11月23日 - 26日、シアターΧ） - 功二 役[7]
- 「志立彩色学園アイドル科」（2024年2月7日 - 12日、高島平バルスタジオ）
- SOLID STAR Produce vol.19「負けんな漫研!!!」（2024年4月17日 - 21日、草月ホール）[8]
- 劇団プレステージ第20回本公演「お気に召すかな？」（2024年8月22日 - 25日、駅前劇場）

### テレビ番組
- 天才てれびくん（2023年7月17日、Eテレ）
- 波うららかに、めおと日和（2025年4月24日、フジテレビ）

### イベント
- 「高校デビューず」ファーストライブ（2020年9月22日、TWIN BOX GARAGE AKIHABARA）
- 夏だ!千本だ!劇プレだ!ファミマー大感謝祭!!〜卒業式と始業式〜（2022年8月27日、千本桜ホール）

### その他
- うたう!役者100人展!!（主催：gekichap）[9]